# Arrondissement de Gênes
L'arrondissement de Gênes est un ancien arrondissement du département de Gênes. Il fut créé le 13 juin 1805, dans le cadre de la nouvelle organisation administrative mise en place par Napoléon Ier en Italie et supprimé le 11 avril 1814, après la chute de l'Empire.

## Composition
L'arrondissement de Gênes comprenait les cantons de Gênes (six cantons), Nervi, Recco, Rivarolo, San Martin d'Albaro, San Quirico (it), Sestri Ponente, Staglieno, Torriglia et Voltri.